# Kawasaki Ki-10
Kawasaki Ki-10 bylo poslední dvouplošné stíhací letadlo používané japonskou císařskou armádou. Do služby byl typ uveden v roce 1935. Armádní označení typu bylo stíhací letoun typ 95 (95式戦闘機; 95 Šiki Sentóki) a spojenecké kódové označení znělo Perry.

## Vývoj

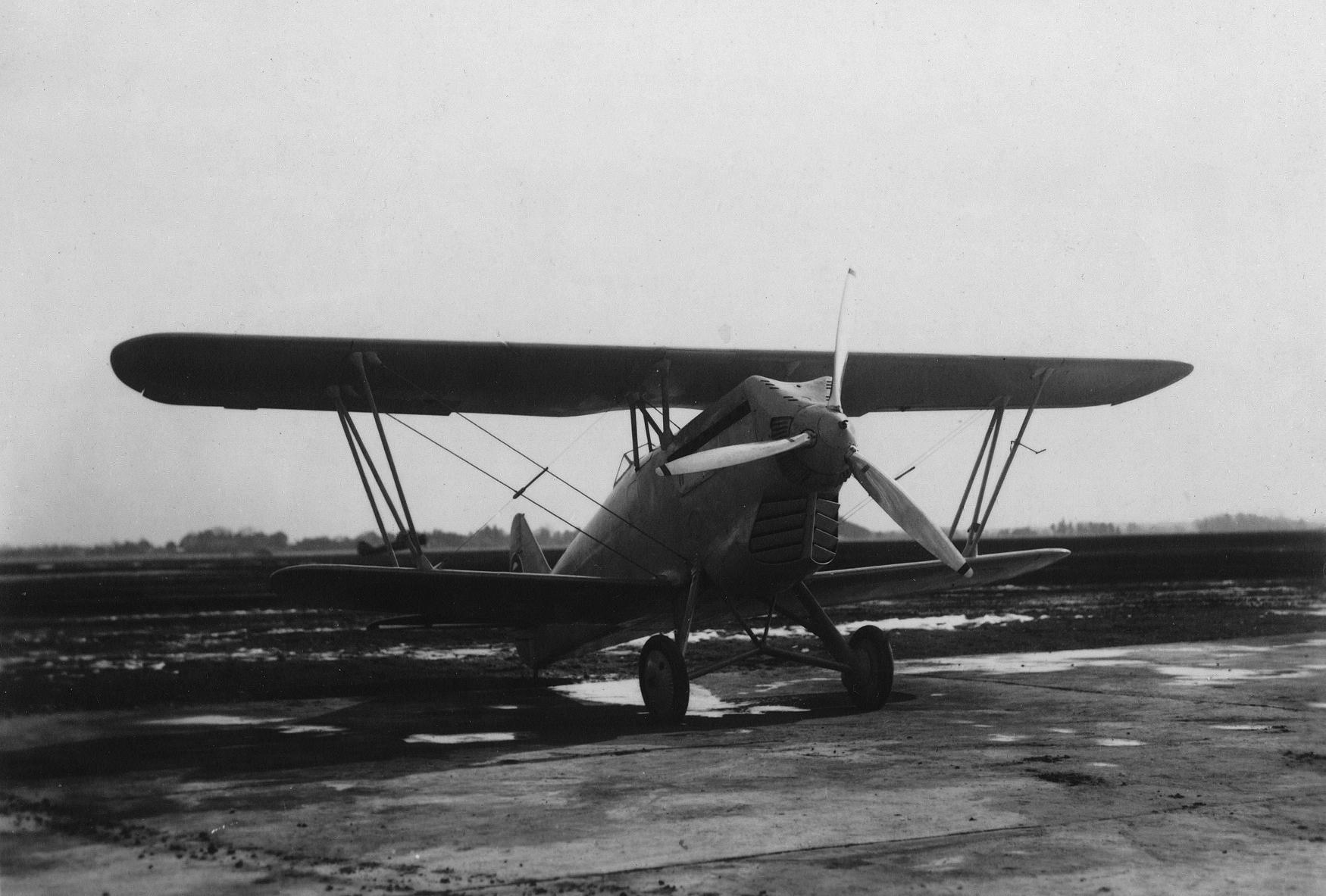
Ki-10

Japonské armádní letectvo zadalo vývoj Ki-10 v září 1934. Nový letoun měl výrazně překonávat všechny dosavadní japonské stíhací stroje.
První Kawasaki Ki-10 poháněl vidlicový dvanáctiválec Kawasaki Ha-9-IIa o výkonu 625 kW s dvoulistou vrtulí. Nad motorem byla instalovaná dvojice synchronizovaných kulometů vzor 89 ráže 7,7 mm. Zalétání proběhlo v březnu 1935, výbornou ovladatelnost a obratnost však znehodnocovala nedostatečná rychlost.
Třetí prototyp byl proto vybaven třílistou kovovou vrtulí, zapuštěnými nýty na náběžnou hranu křídla a novou kapotu motoru a chladiče. Vzhledem ke zlepšení byl Ki-10 přijat do sériové výroby.
Během služby sériových strojů Ki-10 se projevila letová nestabilita, vadící zejména při střelbě. Z výrobní linky byl odebrán 185. letoun, určený k experimentům na odstranění potíží. Výsledkem testů bylo zvětšené rozpětí křídel a prodloužení trupu. Experimentální stroj se stal prototypem vylepšené sériové verze Ki-10-II, stavěné od června 1937 do prosince 1938 v 280 kusech.
Další pokusný prototyp z října 1936 nesl označení Ki-10-I KAI. Úprava spočívala v samonosných jednoduchých nohách podvozku a přepracovaném chladiči. Rychlost tak vzrostla na 420 km/h.
Další dva prototypy Ki-10-II KAI měly podobné úpravy, avšak za jejich pohonné jednotky byl zvolen Ha-9-IIb o 700 kW. Jejich rychlost již dosahovala 445 km/h ve výši 3 800 m. Sériově se však nestavěly.

## Nasazení

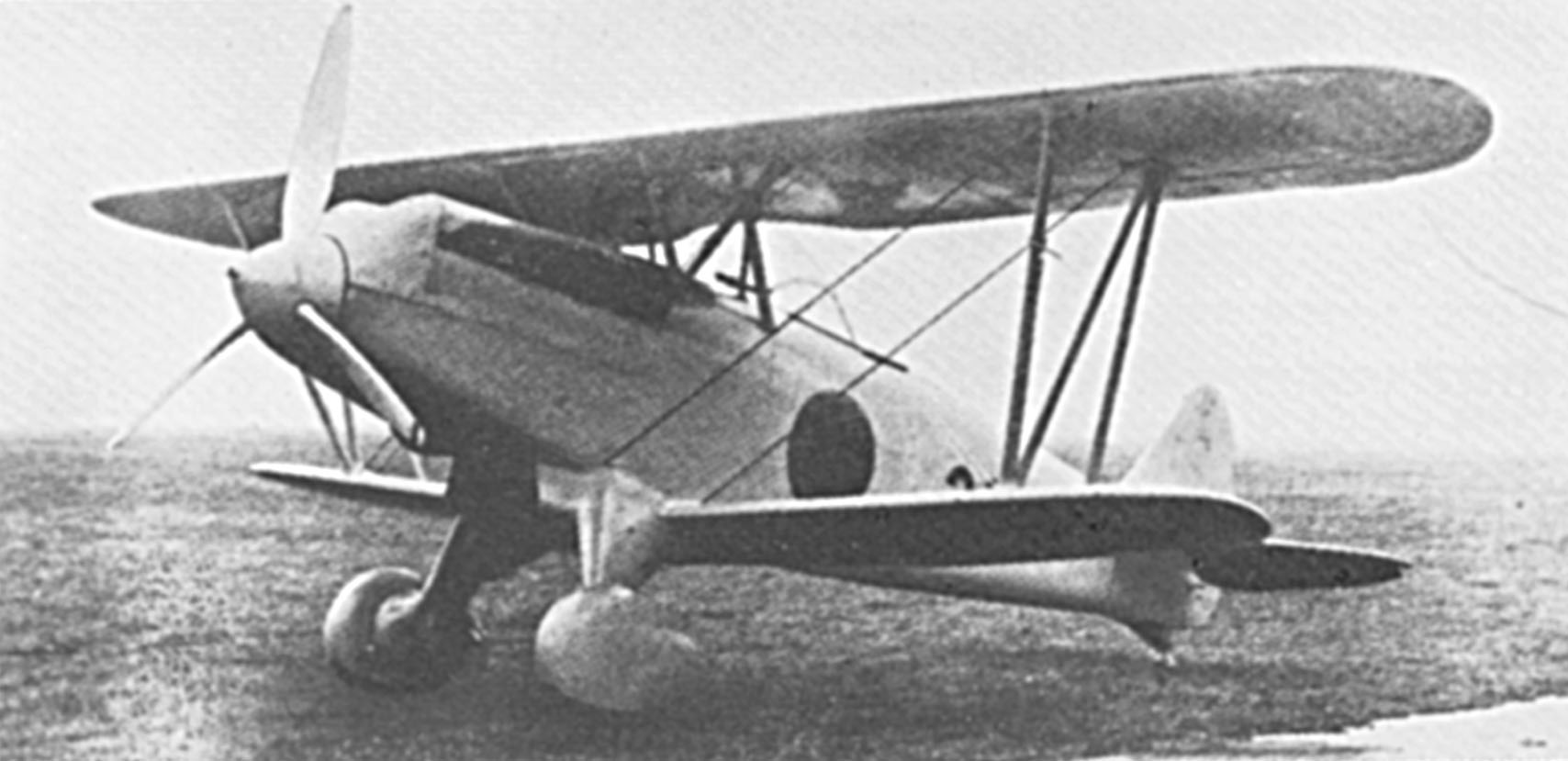
Jeden ze dvou postavených Ki-10 II Kai

Kawasiki Ki-10 byl nasazen japonskou armádou v Mandžusku, během druhé čínsko-japonské války a v sovětsko-japonském příhraničním konfliktu. Na počátku války v Pacifiku už byl typ přeřazen k výcviku a pomocným úkolům. Celkem bylo vyrobeno 588 kusů.

## Verze
- Ki-10 – čtyři prototypy
- Ki-10 I – první sériová verze
- Ki-10 II – druhá sériové verze s prodlouženým trupem a zvětšeným rozpětím stavěné od června 1937 do prosince 1938 v počtu 280 kusů
- Ki-10 II Kai – dva experimentální letouny s upravenou aerodynamikou a motorem Ha-9 IIb o výkonu 700 kW

## Specifikace (Ki-10-II)

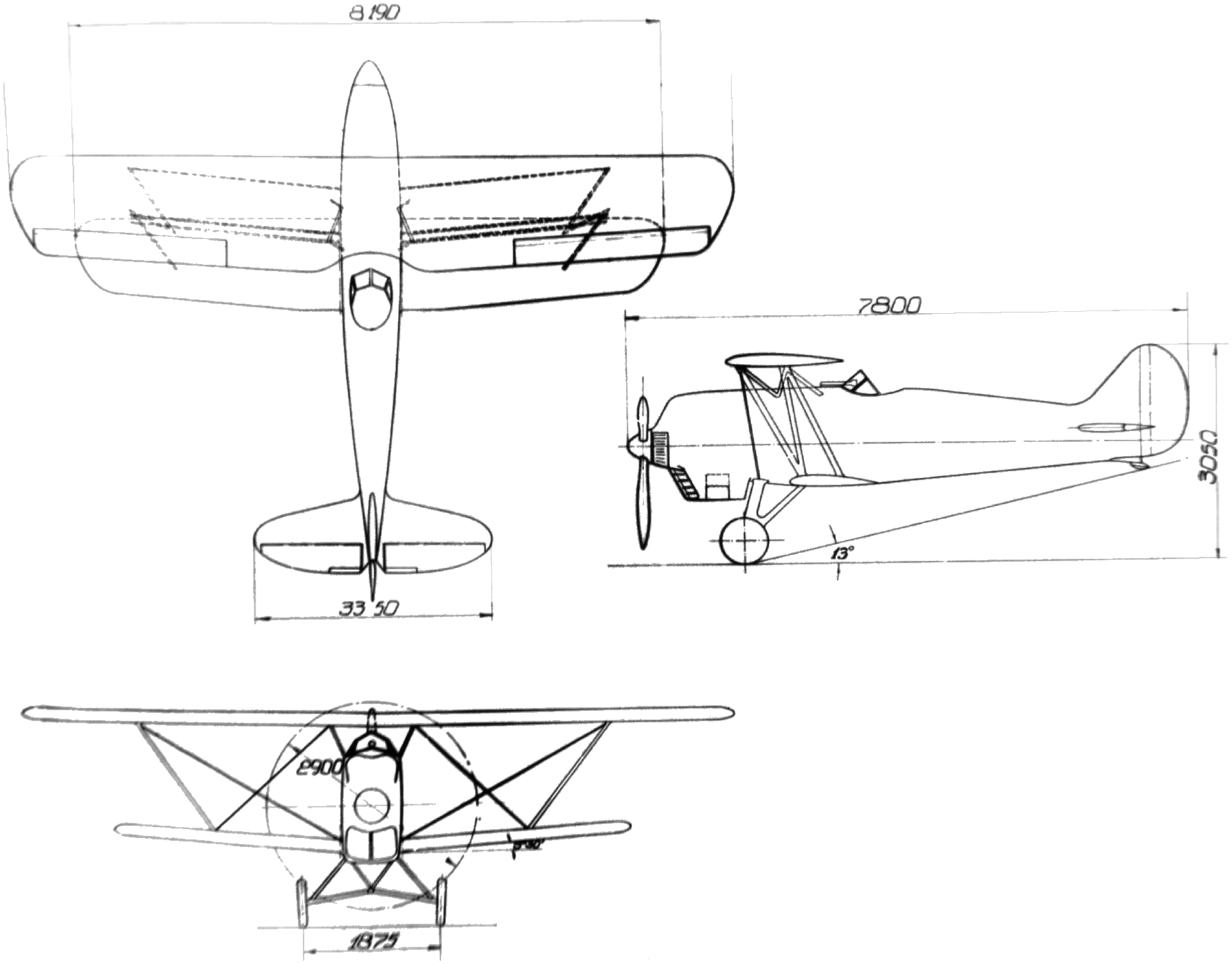
Třípohledový nákres Ki-10

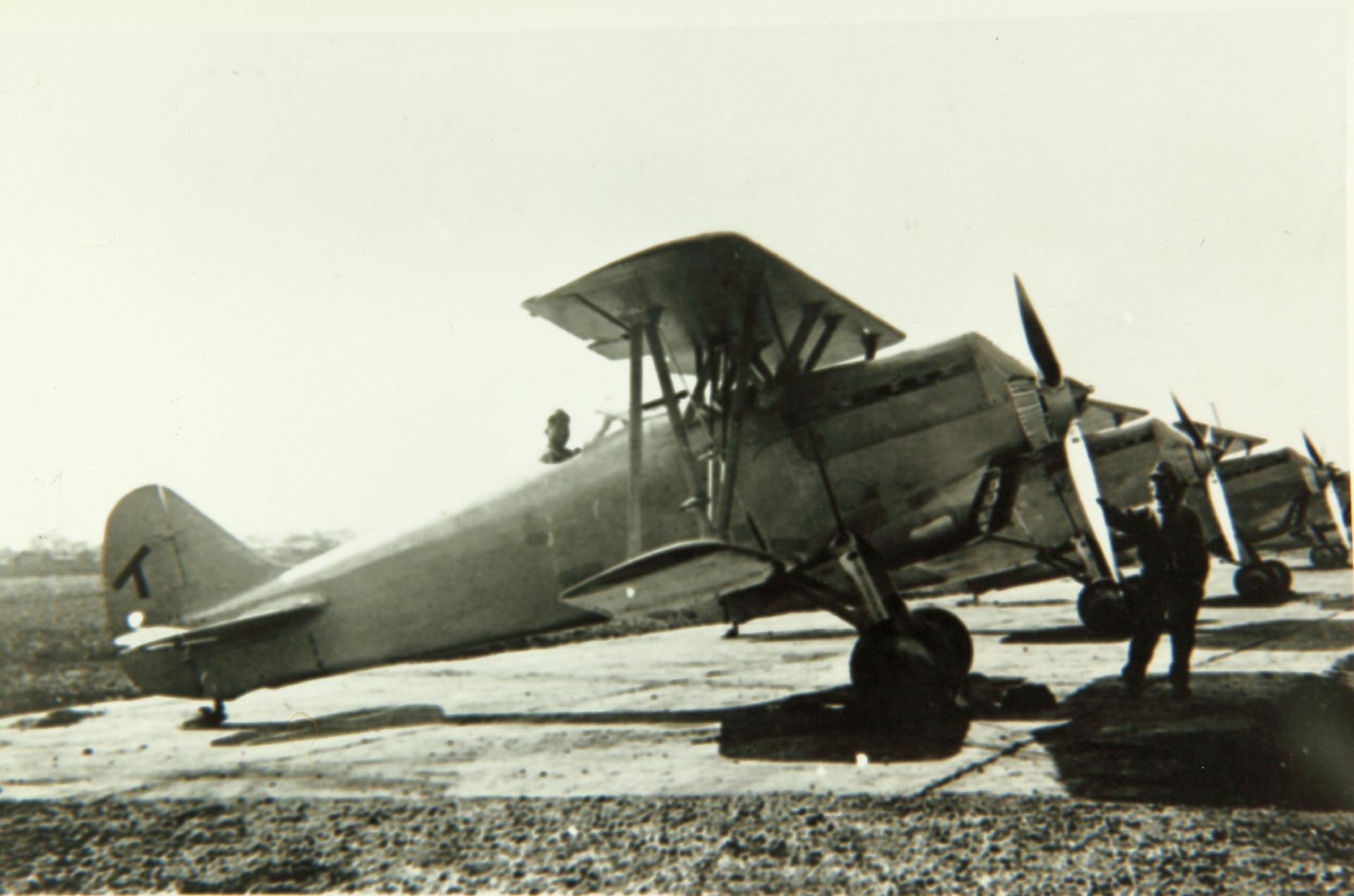
Kawasaki Ki-10 "Perry"

Údaje podle

### Technické údaje
- Osádka: 1 (pilot)
- Rozpětí: 10,02 m
- Délka: 7,55 m
- Výška: 3,00 m
- Nosná plocha: 23,00 m²
- Hmotnost prázdného letounu: 1 360 kg
- Vzletová hmotnost: 1 740 kg
- Pohonná jednotka: 1 × dvanáctiválcový vidlicový motor Kawasaki Ha-9-IIa pohánějící třílistou kovovou vrtuli
- Výkon pohonné jednotky: 850 hp (630 kW) (vzletový)

### Výkony
- Maximální rychlost: 400 km/h (v 3000 m)
- Výstup na 5000 m: 5 min
- Dostup: 11 500 m
- Dolet: 1 100 km

### Výzbroj
- 2 × synchronizovaný kulomet Typ 89 ráže 7,7 mm v trupu